# Д1
Дизель-поїзд Д1 (Д1) — серія дизель-поїздів, які будувалися з 1964 до 1988 року угорським заводом Ганц-МАВАГ, Будапешт, на замовлення Міністерства шляхів сполучення СРСР для залізниць СРСР. Всього було побудовано 605 рухомих складів. Конструкційно Д1 були вдосконаленою версією дизель-поїздів серії Д і відрізнялися від останніх насамперед наявністю більш потужного дизельного двигуна, гідромеханічної передачі та кількістю вагонів, збільшеною на один причіпний вагон.

Починаючи з 1964 року, дизель-поїзди експлуатувалися на Горьківській, Донецькій, Московській, Львівській, Одесько-Кишинівській, Жовтневій, Прибалтійській, Південно-Східній залізницях для організації приміського і місцевого пасажирського сполучення на не електрифікованих і частково електрифікованих ділянках. В даний час продовжують експлуатуватися на Одеській, Львівській, Донецькій і Молдовській залізницях.

## Дані про дизель-поїзди серії

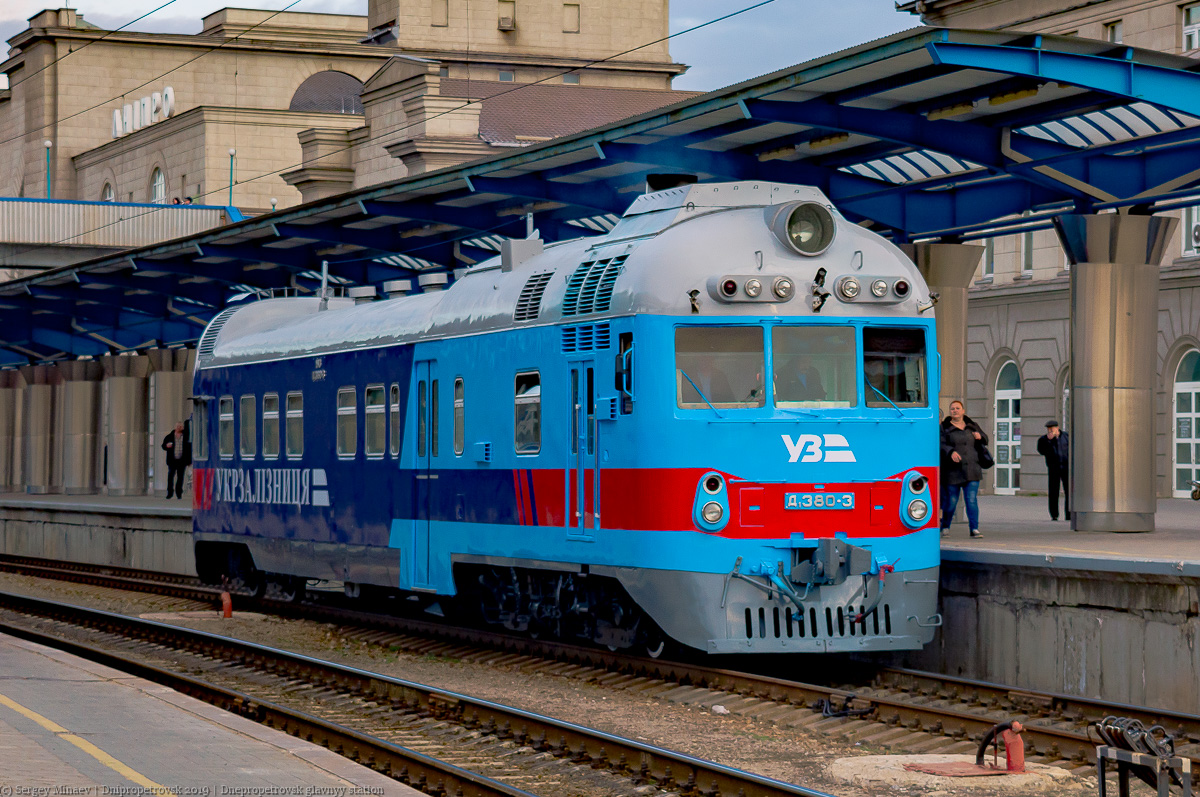
Головний вагон Д_{1}-380 переобладнаний в автомотрису

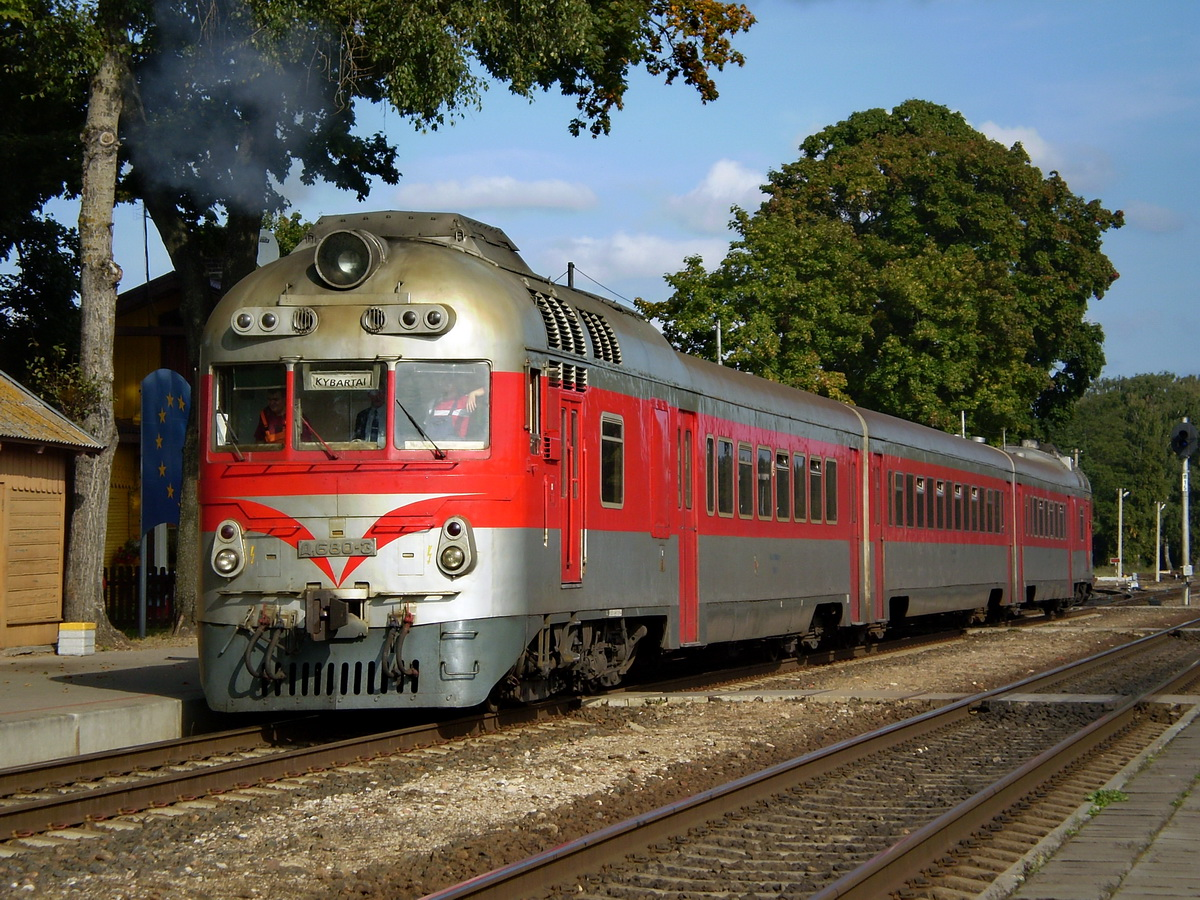
Д_{1}-680, Литва

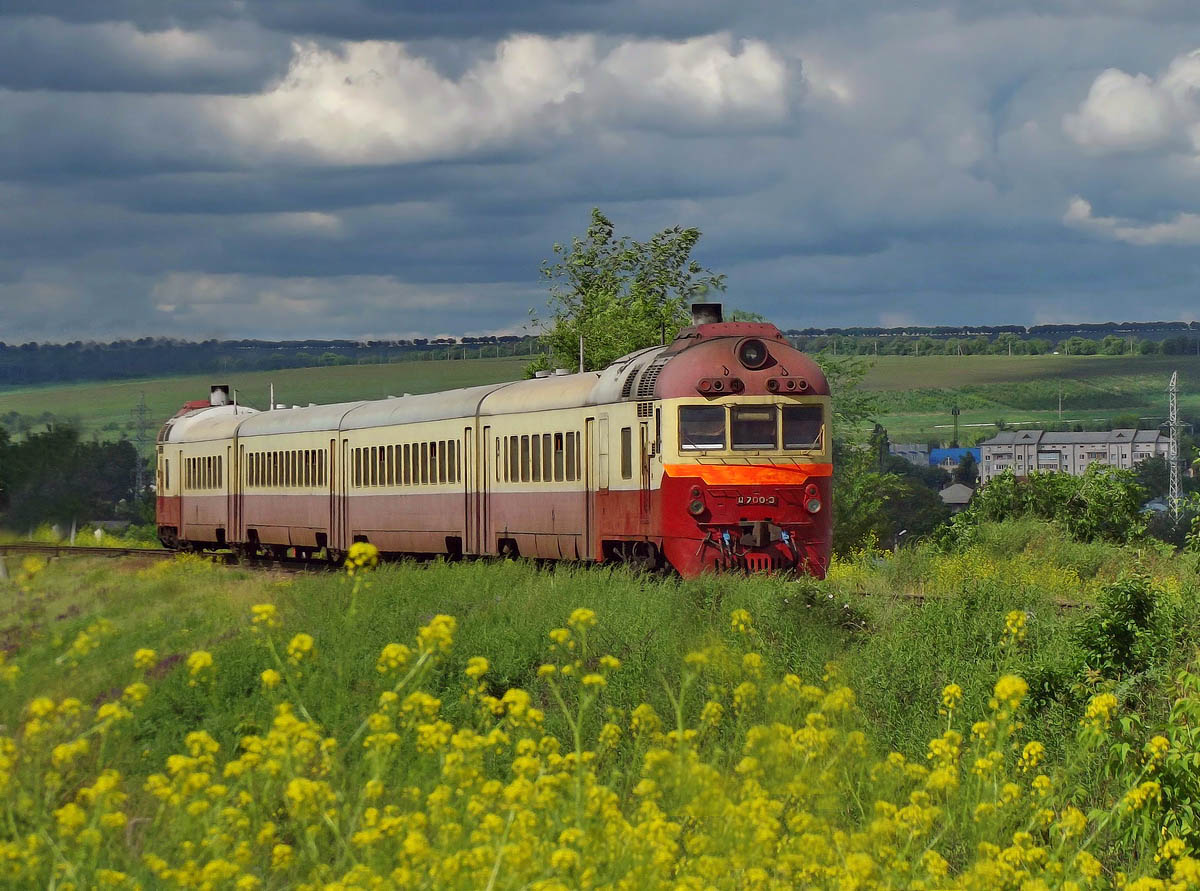
Д_{1}-700, Молдова

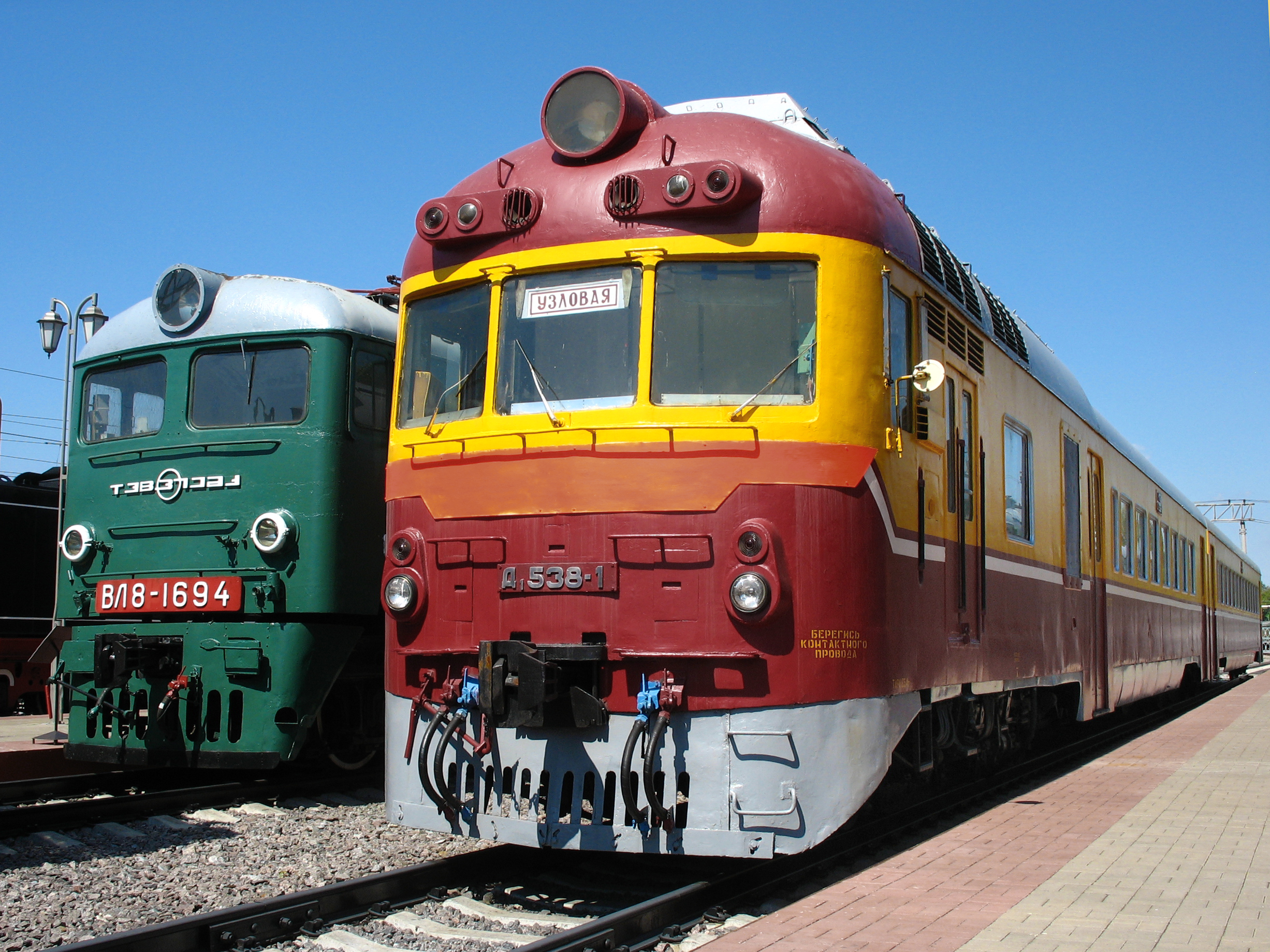
Д_{1}-538 у музеї

| 1964      | 15  | 201—215 | 60   |
| 1965      | 40  | 216—255 | 160  |
| 1966      | 40  | 256—295 | 160  |
| 1967      | 40  | 296—335 | 160  |
| 1968      | 40  | 336—345 | 160  |
| 1969      | 45  | 376—420 | 180  |
| 1970      | 40  | 421—460 | 160  |
| 1971      | 30  | 461—490 | 120  |
| 1972      | 30  | 491—520 | 120  |
| 1973      | 20  | 521—540 | 80   |
| 1974      | 20  | 541—560 | 80   |
| 1975      | 20  | 561—580 | 80   |
| 1976—1988 | 225 | 581—805 | 1020 |

### Експлуатація
Дизель-поїзди Д1 надійшли в експлуатацію на Горьківську (Горькій-Моск., Тумський, Юдін, Казань), Донецьку (Сватове, Сентянівка, Попасна, Родакове, Дебальцеве-пас., Іловайськ), Московську (Смоленськ, Вузлова, Новомосковськ-1), Львівську (Чоп, Здолбунів, Коломия, Королево ), Одесько-Кишинівську (Христинівка, Миколаїв, ім. Шевченка, Одеса заст., Кишинів), Жовтневу (Виборг, Новгород, Ленінград-Варша.) , Прибалтійську (Вільнюс, Радвілішкіс, Тарту, Таллінн-Вяйке, Калінінград), Південно-Східну (Отрожки, Тамбов-1) залізниці. Станом на 1 січня 1976 року, на залізницях Радянського Союзу експлуатувався 371 дизель-поїзд Д1, з них на Горьківської - 46, Донецькій - 53, Московській - 54, Львівській - 40, Одесько-Кишинівській - 61, Жовтневій - 20, Прибалтійській - 79, Південно-Східній - 18 . На Смоленському, Казанському, Кишинівському, Одеському, Вільнюському, Калінінградському та інших вузлах майже всі приміські та частина місцевих пасажирських перевезень обслуговувалися дизель-поїздами.
Станом на 1 січня 1992 року, на залізницях колишнього СРСР знаходилося 472 дизель-поїзда Д1 .
Експлуатація дизель-поїздів пізніх номерів виявила недостатню надійність роботи заводської силової передачі, пов'язану з поломками дисків 3-ї швидкості. Управлінням локомотивного господарства було рекомендовано глушити трубки включення 3-ї швидкості. У 1980-1990-х роках фахівцями ВНДІЗТа був проведений комплекс робіт з вивчення можливості заміни силової установки дизель-поїзда . Проект модернізації передбачав заміну заводської гідромеханічної передачі НМ612-22 на гідродинамічну типу ГДП 750/201 та заводського дизеля 12VFE17/24 на дизель типу М773А (12ЧН18/20). Модифіковані таким чином на Великолуському локомотиворемонтному заводі в період з 1995 по 2002 роки дизель-поїзда отримали позначення Д1м .
Експлуатація дизель-поїздів Д1 на залізницях поступово завершується. У 2001 році експлуатація дизель-поїздів Д1 припинена на Естонській залізниці, в 2004 - на Жовтневій, в 2008 - на Литовській залізниці , у 2011 - на Калінінградській. Станом на 1 січня 2012 року, на залізницях СНД експлуатувалося (в пасажирському сполученні) 68 дизель-поїздів Д1, з них на Московській - 4 (Новомосковськ-I), Одеській - 17 (ім. Шевченка, Христинівка, Миколаїв), Львівській - 32 (Здолбунів, Коломия, Чоп), Донецькій - 15 (Сватове, Іловайськ), Молдавській - 20 (Кишинів). Частина дизель-поїздів і побудованих на їхній базі мотрис використовується для службових потреб .

## Загальні відомості
Основні параметри дизель-поїзда серії Д1:
- Завод-виробник — Ganz–MÁVAG (Угорщина);
- Тип передачі — гідромеханічна;
- Габарит — 1-Т;
- Потужність силової установки — 2×730 к.с;
- Конструкційна швидкість — 126,7 км/год;
- Кількість моторних вагонів — 2;
- Кількість причіпних вагонів — 2;
- Кількість рухомих колісних пар у моторному візку — 2;
- Діаметр кругу катання нових бандажів — 950 мм;
- Маса:
  - Поїзда (споряджена) — 210 т;
  - Поїзда (робоча) — 274 т;
  - Моторного вагона — 65,6 т;
  - Причіпного вагона — 37,0 т;
- Довжина по вісям автозчеплення:
  - Поїзда — 99 080 мм;
  - Моторного вагона — 25 000 мм;
  - Причіпного вагона — 24 540 мм;
- Кількість місць для сидіння — 400;
- Годинна потужність головних дизелів — 2×730 к. с.;
- Навантаження від рухомих колісних пар — 17 тс;
- Мінімальний радіус проходження кривих при швидкості не більше 10 км/год — 100 м;
- Прискорення під час запуску — 0,3—0,4 м/с2;
- Запас палива — 2×1200 л;
- Запас піску — 2×160 кг;
- Кількість масла в системі двигуна — 0,2 м³;
- Кількість масла у гідромеханічній передачі — 0,21 м³;
- Складів побудовано — 605;
- Вагонів побудовано — 2540;
- Ширина колії — 1524, 1520 мм;
- В експлуатації — з 1964 року;
- Кількість вагонів в складі — 4-6;
- Осьова формула — (1—20+2)+2•(2—2)+(2+20—1);
- Кількість місць для сидіння — 400;
- Довжина поїзда — 99 080 мм;
- Ширина поїзда — 3120 мм;
- Висота поїзда — 4600 мм;
- Матеріал вагону — сталь;
- Навантаження від осі на рейку — 17 тс;
- Двигун:
  - Марка — 12VFE17/24;
  - Тип — дизельний чотирьохтактний форкамерний з турбонаддувом;
  - Розташування циліндрів — V-подібне;
  - Число циліндрів — 12;
  - Діаметр циліндра — 170 мм;
  - Хід поршня — 240 мм;
  - Номінальна частота обертання колінчастого валу — 1250 об/хв;
  - Мінімальна частота обертання колінчастого валу — 530 об/хв;
  - Ступінь стиснення — 12,5;
  - Середній ефективний тиск — 8,04•10⁵ Па;
- Система наддуву:
  - Тип турбокомпресора — центробіжний одноступінчастий з газотурбінним приводом;
  - Частота обертання ротора турбокомпресора — 21000 об/хв;
- Система подачі палива:
  - Тип паливопрокачувального насосу — шестеренний;
  - Привід паливопрокачувального насосу — електричний;
- Система змазки:
  - Тип — циркуляційна під тиском з "сухим" картером;
  - Тип маслопрокачувального насосу — шестеренний;
  - Подача маслопрокачувального насосу — 0,000666 м³/с;
  - Привід маслопрокачувального насосу — електричний;
  - Частота обертання — 2800 об/хв;
  - Мінімально допустимий тиск масла — 1•10⁵ Па;
- Кількість ступенів передачі — 3 (1 гідравлічний і 2 механічні);
- Компресор:
  - Тип — МК-135;
  - Число ступенів стиснення — 2;
  - Робочий тиск другого ступеня — 8•10⁵ Па;
  - Подача при номінальній частоті обертання колінчастого валу — 0,025 м³/с;
  - Привід — механічний;
  - Споживана потужність — 12,5 кВт;
  - Частота обертання — 695 об/хв;
- Тип осьового редуктора — одноступінчастий з конічними шестернями;
- Тип гальм — колодкові;
- Спосіб приведення гальм у дію:
  - Основний — електропневматичний;
  - Резервний — пневматичний;
- Кількість гальмівних осей у вагоні — 4;